# Инмэн, Бобби
Бобби Рей Инмэн (англ. Bobby Ray Inman, р.1931) — американский военный деятель, вице-адмирал, директор Агентства национальной безопасности США (1977—1981).

## Биография
Родился в 1931 году в Ронсборо, Техас, в 1951 году окончил Техасский университет со степенью бакалавра по истории, после чего 19 лет работал в качестве аналитика в Управлении военно-морской разведки. В 1972 году Инман окончил Военно-морской колледж и сделал быструю карьеру, заняв должность помощника начальника штаба по разведке Тихоокеанского флота в 1973 и директора военно-морской разведки в 1974, после чего в 1976 −1977 занимал должность заместителя директора разведывательного управления министерства обороны США. В 1977—1981 был директором Агентства национальной безопасности США, в 1981 президент Рейган назначил Инмэна на должность заместителя директора ЦРУ, Б.Инмэн занимал этот пост с февраля 1981 по июнь 1982.
После ухода в отставку с военной службы Инмэн в течение 4 лет был председателем и главным исполнительным директором Microelectronics and Computer Technology Corporation в Остине, Техас, и на протяжении 3 лет — президентом и главным исполнительным директором Westmark Systems, Inc. Также занимал пост председателя Федерального резервного банка в Далласе с 1987 по 1990.
С 1990 активно занимается венчурным бизнесом. Член совета директоров нескольких частных компаний. Является попечителем Американской ассамблеи и Калифорнийского технологического института, избран членом Национальной академии государственного управления. Входил в Совет по международным отношениям, а также в руководство компаний SAIC, Dell, SBC Corporation (в настоящее время — AT&T), Massey Energy.
Президент Б.Клинтон в 1993 выдвинул Инмэна на должность министра обороны, но Инмэн снял свою кандидатуру.
В 2006 Инмэн подверг критике администрацию Джорджа Буша за использование АНБ для негласной слежки за американцами.
В 2011 Инмэн стал главой совета директоров крупнейшей частной военной компании Xe Services, (ранее — Blackwater).